# Puchar Azji w Piłce Nożnej 2011 (eliminacje)/Grupa A
W Grupie A finałowej rundy kwalifikacji Pucharu Azji 2011 biorą udział następujące zespoły:
- Japonia
- Bahrajn
- Hongkong
- Jemen

## Tabela
| Miejsce | Drużyna  | Mecze | Punkty | Zwyc. | Rem. | Por. | Bramki |
| ------- | -------- | ----- | ------ | ----- | ---- | ---- | ------ |
| 1       | Bahrajn  | 4     | 12     | 4     | 0    | 0    | 12-1   |
| 2       | Japonia  | 5     | 12     | 4     | 0    | 1    | 15-4   |
| 3       | Jemen    | 4     | 3      | 1     | 0    | 3    | 4-9    |
| 4       | Hongkong | 5     | 0      | 0     | 0    | 4    | 1-18   |

## Wyniki
1. Kolejka
| 14 stycznia 2009 | Japonia · Okazaki 7' · Tanaka 66' | 2:11:0 | Jemen · 47' Al-Fadhli | KKWing Stadium, Kumamoto Widzów: 30 654 Sędzia: Tan Hai |
|                  |                                   |        |                       |                                                         |

| 14 stycznia 2009 | Hongkong · Siu Wai 90' | 1:30:2 | Bahrajn · 10' Abdullatif · 37' Fatadi · 87' Isa | Hong Kong Stadium, Hongkong Widzów: 6 013 Sędzia: Võ Minh Trí |
|                  |                        |        |                                                 |                                                               |

2. Kolejka
| 28 stycznia 2009 | Jemen · Akram Al Selwi 52' | 1:00:0 | Hongkong | Ali Muhesen Stadium, Sana Widzów: 10 000 Sędzia: Abdullah Al Hilali |
|                  |                            |        |          |                                                                     |

| 28 stycznia 2009 | Bahrajn · Salman Isa 24' | 1:0 | Japonia | Stadion Narodowy, Ar-Rifa Widzów: 11 200 Sędzia: Ravshan Ermatov |
|                  |                          |     |         |                                                                  |

3. Kolejka
| 20 stycznia 2010 | Jemen | - | Bahrajn |  |
|                  |       |   |         |  |

| 8 października 2009 | Japonia · Okazaki 17', 74', 76' · Nagatomo 28' · Yuji Nakazawa 50' · Túlio 67' | 6:02:0 | Hongkong | Nihondaira Sports Stadium, Shizuoka Widzów: 16 028 Sędzia: Mohsen Torky |
|                     |                                                                                |        |          |                                                                         |

4. Kolejka
| 18 listopada 2009 | Bahrajn · Abdullatif 20' · Fatadi 28' · Salman 64' · Al-Dali 75' (o.g.) | 4:02:0 | Jemen | Stadion Narodowy, Ar-Rifa Widzów: 1,000 Sędzia: Mohsen Basma |
|                   |                                                                         |        |       |                                                              |

| 18 listopada 2009 | Hongkong | 0:40:1 | Japonia · Hasebe 32' · Satō 74' · Nakamura 84' · Okazaki 90+1' (k) | Hong Kong Stadium, Hongkong Widzów: 13,254 Sędzia: Peter Green |
|                   |          |        |                                                                    |                                                                |

5. Kolejka
| 6 stycznia 2010 | Jemen · Al-Fadhli 13' · Abbod 39' | 2:32:1 | Japonia · Hirayama 42', 55', 79' | Ali Muhesen Stadium, Sana Widzów: 10,000 Sędzia: Ali Hamad Al-Badwawi |
|                 |                                   |        |                                  |                                                                       |

| 6 stycznia 2010 | Bahrajn · Abdullatif 35', 40', 44' · Adnan 79' | 4:03:0 | Hongkong | Stadion Narodowy, Ar-Rifa Widzów: 1,550 Sędzia: Abdullah Balideh |
|                 |                                                |        |          |                                                                  |

6. Kolejka
| 3 marca 2010 | Japonia | - | Bahrajn |  |
|              |         |   |         |  |

| 3 marca 2010 | Hongkong | - | Jemen |  |
|              |          |   |       |  |